# Donner & Reuschel
Die Donner & Reuschel Aktiengesellschaft ist ein deutsches Kreditinstitut mit Sitz in Hamburg und gehört zur Signal Iduna. Die Bank mit Spezialisierung auf Private Banking beschäftigt rund 600 Mitarbeiter in Hamburg, München (zwei Standorte), Bremen, Düsseldorf,Frankfurt und Stuttgart sowie bei der Tochtergesellschaft Donner & Reuschel Luxemburg S.A.

## Geschichte

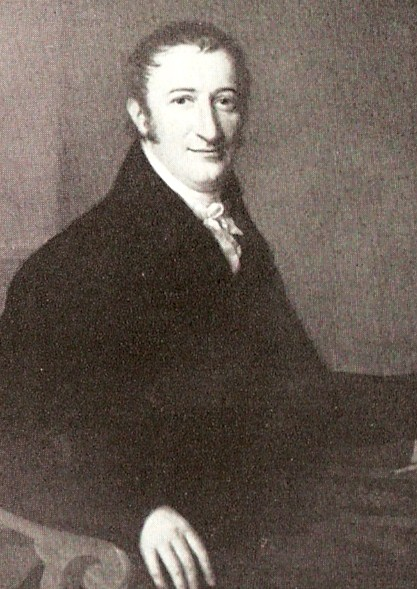
Firmengründer Conrad Hinrich Donner (1774–1854)

Logo der früheren Conrad Hinrich Donner Bank AG (bis Februar 2010)

Logo der früheren Reuschel & Co. KG (bis Oktober 2010)

Zur Geschichte der Bank schreibt Der Spiegel, die Bank habe ihre Wurzeln, die im Handel mit Kolonialwaren liegen, nie aufgearbeitet: „[D]ie Hamburger Privatbank Donner & Reuschel brüsten sich zwar mit ihrer weit zurückreichenden Vergangenheit, präsentieren aber bloß ein schön gefärbtes Bild ohne die dunklen kolonialen Flecken.“
Die heutige Donner & Reuschel Aktiengesellschaft wurde 1798 von dem Hamburger Kaufmann und Reeder Conrad Hinrich Donner als „Hamburger Banco“ im damals noch vom dänischen König in Personalunion als Herzog von Holstein verwalteten Altona gegründet. Sie wendete sich vornehmlich an Speditionen, Reedereien und stützte den Kommissionshandel mit Einfuhrgütern. Zudem wurden Staatsanleihen für Dänemark aufgelegt.
Seit 1871 hat die Bank ihren Sitz in Hamburg, wo sie sich bis zum Ersten Weltkrieg zu einer der größten deutschen Banken entwickeln konnte. Bis zu Beginn des Zweiten Weltkrieges exportierte Donner Waren. Der Schwerpunkt war Südamerika, insbesondere Argentinien und Chile. Vor dem Zweiten Weltkrieg war Donner der größte Kaffeeimporteur aus Costa Rica. Nach dem Zweiten Weltkrieg erhielt die Conrad Hinrich Donner Bank von der englischen Besatzung den Status einer akkreditierten Auslandsbank. Der Warenhandel wurde nahezu eingestellt, die Überseebeteiligungen und ausländischen Vermögenswerte gingen während des Zweiten Weltkriegs verloren.
1983 wurde die Vereins- und Westbank, die seit 1975 eine Beteiligung an der Bank gehalten hat, einzige Anteilseignerin. 1990 übernahm schließlich der Versicherungskonzern Iduna Nova die Bank und wandelte sie 1994 von einer Kommanditgesellschaft in eine Aktiengesellschaft um.
2009 erwarb die Conrad Hinrich Donner Bank die Münchner Privatbank Reuschel & Co., die im Rahmen der Übernahme der Dresdner Bank durch die Commerzbank von Letzterer aufgrund von EU-Auflagen zur Gewährung von Staatshilfen verkauft werden musste. Zum 1. März 2010 firmierte die Conrad Hinrich Donner Bank Aktiengesellschaft in Donner & Reuschel Aktiengesellschaft um. Die endgültige Eingliederung der Reuschel & Co. Kommanditgesellschaft war Anfang Oktober 2010 vollzogen.
Ende 2017 gab die Bank das gesamte standardisierte Geschäft (Girokonten, einfache Geldanlagen und Kredite) auf und trennte sich als erstes Geldhaus in Deutschland systematisch von weniger wohlhabenden Kunden. Heute verwaltet Donner & Reuschel ein Vermögen von rund 29,2 Mrd. Euro.
Im Jahr 2021 eröffnete das Bankhaus neue Niederlassungen in Bremen und am Finanzplatz Düsseldorf. Mitte 2022 nahm die neue Niederlassung in Stuttgart ihre Arbeit auf, 2025 in Frankfurt.
Am 1. September 2024 hat Horst H. Schmidt als Sprecher des Vorstands seinen langjährigen Vorgänger Marcus Vitt abgelöst.

## Technik
Die Donner & Reuschel AG ist dem genossenschaftlichen Rechenzentrum der Atruvia AG angeschlossen und nutzt als Kernbankensystem deren Software agree21.